# 崔源之
崔源之（1583年—1653年），字士本，號宿海，河南归德府鹿邑县民籍，陈州人。明朝政治人物。

## 生平
萬曆四十六年（1618年）戊午科河南鄉試舉人，天啓二年（1622年）壬戌科進士，吏部观政，四年授工部营缮司主事。时值魏忠贤窃权，一时部郎趋附。及败，前后四十馀人皆伏法，惟源之以六载郎署不迁官，一时公论推重焉。崇祯三年庚午（1630年）升大名府知府。五年壬申流寇逼近大名，源之修城濬池，以及火药器械，莫不有备，卒恃以无患。七年（1634年）升蓟州兵备道副使，寻升山西右布政，十四年（1641年）会推巡抚延绥等处赞理军务、都察院右副都御史，命下即行。时榆林军饷缺至五年，源之以智抚之，以恩结之，虽调发不时，而军士卒无譁。时事多警，西陲晏然，源之功为多，然枢府中多掣肘，不克尽展其才略，屡上疏乞归，诏许之，时年六十矣。源之虎头燕颔，躯干丰伟，性宽厚，喜愠不形于色。居林下十馀年，蔽衣蔬食，出无车马，坦然自得。士大夫被其接引者如饮醇醪，故能保有令德，以功名终。公会试，其卷已落，本房取荐五卷呈主考视之，而公卷与焉，共六卷，亟去之。次日呈六卷，视之又七卷，而公卷复与焉。心疑之，取读大为赞賞，喜曰：此必忠孝之家神鬼护之。乃以其卷呈，得成进士。赠光禄寺少卿，中宪大夫，入“忠孝祠”，敕谥“忠烈”。

## 家族
叔崔应夏，万历举人，历任北直曲阳知县、山西沁州知州。崔应期，万历二十二年甲午举人。從弟崔泌之，天启元年经魁，五年乙丑进士。